# 马街书会
马街书会是每年农历正月十三，在河南省宝丰县城南五公里处举行的民俗活动。那时众多说书艺人聚集在一起说书，唱书，亮书，卖书，非常吸引人、热闹。其中涵盖了京韵大鼓，山东琴书等40多种曲艺曲种，和上千部传统和现代曲目。2006年，马街书会被列为国家非物质文化遗产名录，2013年，河南省宝丰县被河南省委宣传部，省文化厅，省文联联合命名为河南省首批特色文化基地。